# Nick St. Nicholas

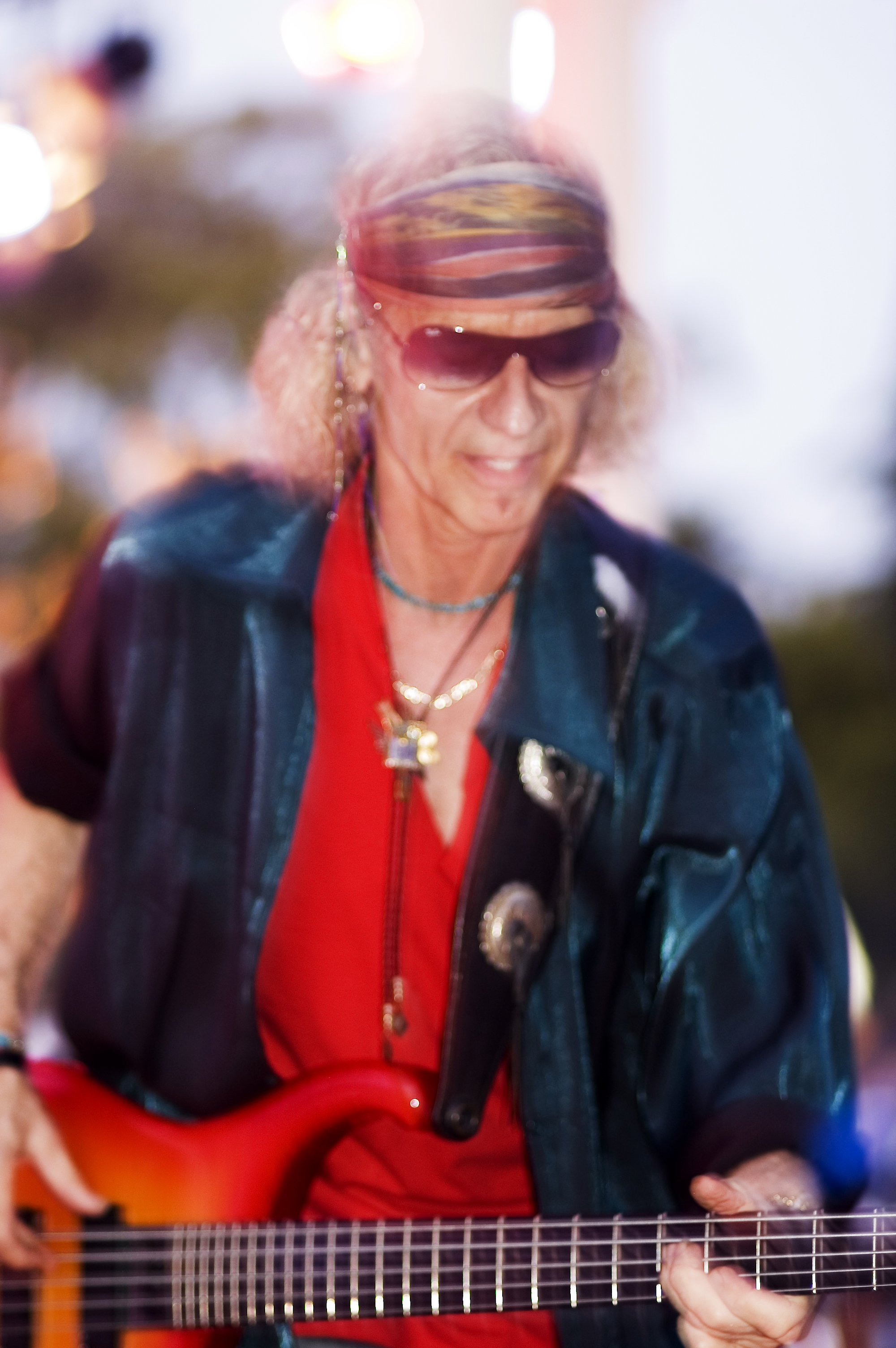
Nick St. Nicholas, Juni 2007

Nick St. Nicholas (* 28. September 1943 in Plön als Klaus Karl Kassbaum) ist ein deutsch-kanadischer Musiker. Bekannt wurde er als Bassist der Rockband Steppenwolf in den späten 1960er Jahren.

## Leben
Seine Familie wanderte nach dem Zweiten Weltkrieg nach Toronto aus.
Im Jahr 1965 spielte er als Bassist bei Jack London and the Sparrows. Ohne Jack London wurde daraus The Sparrows, zusammen mit dem neuen ebenfalls deutschstämmigen Frontmann John Kay dann The Sparrow („Der Sperling“). Die Band zog südwärts nach New York, später nach Kalifornien.
Im Jahr 1967 trat St. Nicholas in Los Angeles der Gruppe The Hardtimes bei, die dann als T.I.M.E. (Trust In Men Everywhere) firmierte. Nach einem Album kehrte er zurück zu seinen früheren Sparrow-Kollegen (John Kay, Drummer Jerry Edmonton und Organist Goldie McJohn), die inzwischen als Steppenwolf härtere Töne anschlugen. St. Nicholas spielte auf drei Steppenwolf-Alben:
- At Your Birthday Party (1969)
- Monster (1969)
- Live (1970)

George Biondo ersetzte ihn 1970.
Im Jahr 1994 formte St. Nicholas die World Classic Rockers mit ehemaligen Musikern diverser Bands.